# Toksikologija
Toksikologija je veda o strupenih snoveh in njihovem učinkovanju. Toksičnost je lastnost neke snovi, da v že majhnih količinah povzroči škodljive učinke na živem organizmu. Delovanje strupa je medsebojen proces, v katerem delujeta dva osnovna faktorja: (1) strup kot aktivni faktor in (2) živa materija kot faktor, ki reagira. Škodljiv učinek strupa se kaže na spremembah življenjskih funkcij v organizmu ali njegovem odmrtju. Stopnja učinka, ki ga ima strup na organizem, je odvisna od vrste strupa in njegove koncentracije, kakor tudi od načina vstopa strupa. Možni načini vstopa strupa so preko respiratornega trakta (plin, para, aerosol), preko kože in sluznice (kapljice, aerosol)  ter preko prebavnega trakta – indirektna pot. Če strup vstopa v organizem preko respiratornega trakta, doseže največjo efektivnost z velikostjo delcev od 1 do 10 µm (mikrometer 10-6), če pa vstopa skozi kožo in sluznico znaša optimalni premer kapljic od 1 do 3 mm.
Toksičnost bojnega strupa se izraža s toksično dozo ali produktom smrtnosti. Ta je produkt koncentracije in izpostavljenosti, pri kateri nastopijo določene posledice za organizem, in se izraža z obrazcem:
D = C * te; kjer je:
-	D toksična doza podana v mg*min/m3
-	C koncentracija bojnega strupa v mg/m3
-	te čas izpostavljenosti v min
Absolutna smrtna doza LCt100 ali LD100 je doza, ki v eni minuti povzroči smrt pri vseh izpostavljenih nezaščitenih ljudeh. 
Srednja smrtna doza LCt50 ali LD50 predstavlja dozo, ki v eni minuti povzroči smrt pri 50 % izpostavljenih nezaščitenih ljudeh.  
Absolutna bojna doza ICt100 ali ID100 je toksična doza, pri kateri je v času ene minute onesposobljenih 100 % nezaščitenih izpostavljenih ljudi, od katerih jih umre le del.
Srednja bojna doza ICt50 ali ID50 je doza pri kateri je po eni minuti izpostavljenosti, onesposobljenih 50 % nezaščitenih ljudi, od katerih jih umre le del. 
Razlika med LCt in LD je v tem, da je LCt (Lethal Concentration time) doza inhaliranega nevarnega strupa in se izraža v miligramih na minuto na kubični meter (mg*min/m3), LD (Lethal Doseage) pa doza ob stiku z nevarno snovjo in se izraža v miligramih na kilogram telesne mase. Manjša kot je številka, bolj je snov nevarna.
Trenutna smrtna doza je količina strupa, ki ob prvem vdihu nezaščitenega izpostavljenega organizma povzroči intoksikacijo, ki v trenutku privede do smrti tega organizma.